# Levi (estación de esquí)
Levi es una montaña ubicada en la región de Laponia finlandesa y una de las mayores estaciones de esquí del norte de Finlandia. La estación está situada en el pueblo de Sirkka, en el municipio de Kittilä, a 14 km del Aeropuerto de Kittilä y a unos 80 km de la estación de tren de Kolari.
En el 2000, la estación fue la sede de la Copa de Europa de Esquí Alpino en las competencias de eslalon varonil y eslalon gigante varonil. Posteriormente, la estación fue incluida en el calendario de la Copa de Europa.
Levi es una de las paradas en el circuito de la Copa del Mundo de Esquí Alpino.

## Descripción
El monte Levi tiene una altitud de 531 metros sobre el nivel del mar y una diferencia de altitud de 325 m. A una latitud norte de 67,8°, el monte se encuentra a unos 170 km al norte del círculo polar ártico.
La estación de esquí de Levi incluye 43 pistas de esquí alpino atendidas por dos teleféricos, un telesilla, 14 telesquíes, cinco remontes y cuatro telecuerdas para niños. Desde 2004, en noviembre se celebra la Copa del Mundo de Esquí Alpino en la pista Levi Black. La estación incluye 17 pistas iluminadas y con innivación artificial. La temporada de esquí comienza en noviembre y dura hasta principios de mayo.
En cuanto al esquí de fondo, hay 230 km de pistas preparadas tanto para el clásico como para el patinador, de las cuales 28 km están iluminadas y 9 km preparadas con nieve artificial y abiertas ya a finales de octubre/principio de noviembre. Además, hay también 18 km de rutas de senderismo para el invierno incluso sin raquetas de nieve, mantenidas diariamente con la moto de nieve.
La estación incluye también un snowpark con medio-tubo, superpipe y dos street y el parque para niños Tenavatokka, centro gratuito de juegos al aire libre y de esquí.
En la región hay 886 km de pistas para motos de nieve (de 6 a 8 m de ancho), incluso un sendero que lleva a la cima del monte Levi, y oportunidades para excursiones panorámicas en telecabina, safaris con motos de nieve, con renos y con perros de trineo, equitación, visitas a Papá Noel, excursiones para ver la aurora polar, rutas guiadas con raquetas de nieve, visitas a hoteles de hielo, pesca sobre hielo, vuelos en helicóptero y en globo aerostático, entrenamiento de golf en interiores, natación en agua helada, sauna, conducción rally sobre la nieve, karting sobre hielo, trineo de nieve, parapentes y programas de supervivencia.
Durante el verano, las actividades de la estación incluyen senderismo, caminatas nórdicas, rutas de mountain bike, safaris en cuatrimoto, conducción rally, remo, descenso de ríos, trineo de verano sobre pista, freesbee, golf y minigolf, frisbee-golf, tenis, equitación, prospección de oro, sauna, buceos, programas de supervivencia, observación de aves, recogida de setas y bayas.